# Liste der Monuments historiques in Mittelwihr
Die Liste der Monuments historiques in Mittelwihr führt die Monuments historiques in der französischen Gemeinde Mittelwihr auf.

## Liste der Bauwerke
| Bezeichnung        | Beschreibung | Standort          | Kennzeichnung | Schutzstatus | Datum | Bild           |
| ------------------ | --- | ----------------- | ------------- | ------------ | ----- | -------------- |
| Domaine du Bouxhof | Wirtschaftshof des Klosters Pairis; 1168 erstmals erwähnt, 1525 geplündert, von 1706 bis 1711 durch Neubau ersetzt | Bouxhofweg (Lage) | PA68000008    | Inscrit      | 1996  | weitere Bilder |